# Lloyd Hamilton Donnell
Lloyd Hamilton Donnell (20 de maio de 1895 — Palo Alto, 7 de novembro de 1997) foi um engenheiro estadunidense.
Recebeu a Medalha Theodore von Karman de 1968.

## Obras
- Beams, Plates and Shells. McGraw Hill, 1976
- Stability of thin walled tubes under torsion. NACA Report 479, National Advisory Committee on Astronautics, Washington D.C.
- A new theory of buckling of thin cylinders under axial pressure. In: Transactions ASME. Volume 56, 1934, p. 795–806
- com C. C. Wan: Effect of imperfections on buckling of thin cylinders and columns under axial compression. In: J. Applied Mechanics. Volume 17, 1950, p. 73–83
- Effect of imperfections on buckling of thin cylinders under external pressure. In: J. Applied Mechanics. Volume 23, 1956, p. 569–575
- Effect of imperfections on buckling of thin cylinders with fixed edges under external pressure. In: Proc. 3. US National Congress Applied Mechanics, 11–14 Juni 1958, Providence, Rhode Island. ASME, New York 1958, p. 305–311